# Out of Time (film, 2003)
Pour les articles homonymes, voir Out of Time.
Pour plus de détails, voir Fiche technique et Distribution.
Out of Time, ou Temps limite au Québec, est un film américain réalisé par Carl Franklin, sorti aux États-Unis en 2003 et en France en 2004.

## Synopsis
Matt Lee Whitlock est le chef de la police de Banyan Key en Floride. Respecté par ses pairs et apprécié par les habitants, il dirige une équipe de quatre policiers. Whitlock entretient une relation avec Ann, mariée à un footballeur déchu au tempérament violent, Chris. Un jour, celle-ci lui déclare qu'elle souffre d'un cancer. Son seul espoir : se rendre en Europe pour y suivre un traitement expérimental, mais elle est à court d'argent.
Prêt à tout pour sauver sa jeune maîtresse, Matt vole alors dans le coffre-fort du commissariat 485 000 dollars saisis lors d'une récente opération anti-drogue, et les lui remet. Un mystérieux incendie ravage dans la nuit la maison d'Ann et de Chris, où l'on retrouve deux corps carbonisés. La femme de Matt, Alex Diaz, inspecteur à la Police Criminelle et dont il est sur le point de divorcer, est chargée de l'enquête.
Matt découvre que ses liens avec Ann et le vol de l'argent font de lui le suspect no 1.

## Fiche technique
- Titre français : Out of Time
- Titre québécois : Temps limite[1]
- Titre original : Out of Time
- Réalisation : Carl Franklin
- Scénario : David Collard
- Musique : Graeme Revell
- Photographie : Theo van de Sande
- Montage : Carole Kravetz Aykanian
- Décors : Paul Peters
- Costumes :
- Direction artistique : Gary Kosko
- Production : Jesse Beaton, Neal H. Moritz et Stokely Chaffin

Producteurs délégués : Jon Berg, Alex Gartner, Kevin Reidy, Damien Saccani
Coproducteurs :
Producteurs associés : Dan Genetti et Stephen Traxler
- Sociétés de production : Metro-Goldwyn-Mayer, Original Film et Monarch Pictures
- Distribution :

 États-Unis : Metro-Goldwyn-Mayer
 France : UGC Fox Distribution
- Genre : Thriller, policier
- Durée : 105 minutes
- Pays d'origine :  États-Unis
- Langue originale : anglais
- Format :
- Dates de sortie[1] :

 Canada,  États-Unis : 3 octobre 2003
 France : 28 janvier 2004

## Distribution
Légende : VF = Version Française et VQ = Version Québécoise
- Denzel Washington (VF : Jacques Martial et VQ : Jean-Luc Montminy) : Matthias Lee Whitlock
- Eva Mendes (VF : Ivana Coppola et VQ : Isabelle Leyrolles) : Alex Diaz-Whitlock
- Sanaa Lathan (VF : Géraldine Asselin et VQ : Valérie Gagné) : Ann Merai Harrison
- Dean Cain (VF : Emmanuel Curtil et VQ : Jean-François Beaupré) : Chris Harrison
- John Billingsley (VF : Daniel Lafourcade et VQ : Antoine Durand) : Chae
- Robert Baker (VF : Tony Joudrier et VQ : Tristan Harvey) : Tony Dalton
- Alex Carter (VF : Gérard Darier et VQ : Pierre Auger) : Paul Cabot
- Antoni Corone (en) (VF : Georges Claisse et VQ : Benoît Gouin) : Deputy Baste
- Terry Loughlin (de) (VF : Michel Favory et VQ : Marc Bellier) : Agent Stark
- Nora Dunn : Dr. Donovan
- James Murtaugh (nl) (VF : Jean-Luc Kayser et VQ : Pierre Auger) : Dr Frieland
- O. L. Duke (en) : Detective Bronze

## Box-office
- Mondial[4] : 55 495 563 $
  - dont  États-Unis[4] : 41 088 845 $
- France[5] : 213 363 entrées